# Axel Fredrik Nyström
Axel Fredrik Nyström, född 19 mars 1832 i Stockholm, död 28 juni 1894 på Ingarö, var en svensk arkitekt. 

## Liv och verk
Nyström studerade vid Konstakademien 1849–1856, blev 1864 arkitekt vid Drottningholms slott, 1875 hovintendent, 1883 ledamot av konstakademien och 1886 intendent i Överintendentsämbetet. Han lämnade ritningar till bland annat Gamla Sjökrigsskolan på Skeppsholmen, Johannes Brandstation på Norrmalm, gamla Hötorgshallen vid Hötorget, Gamla riksarkivet i Stockholm, Tullhuset på Blasieholmen samt Gävle Teater. Bland kyrkobyggena märks Kvänums kyrka, Tråvads kyrka, Trönö nya kyrka och Utby kyrka (Skara stift).
Nyström gifte sig 1865 med Anna von Schoultz , som efter Nyströms död gifte sig med Ernst Stenhammar. Nyström var son till arkitekten Axel Nyström (1793-1868). Familjen är begravd på Norra begravningsplatsen utanför Stockholm. Han var far till arkitekten Hjalmar Nyström och farfarsfar till professorn och arkitekten Louise Nyström (1942-)
1869 tilldelades han Litteris et Artibus.

## Bilder av några verk

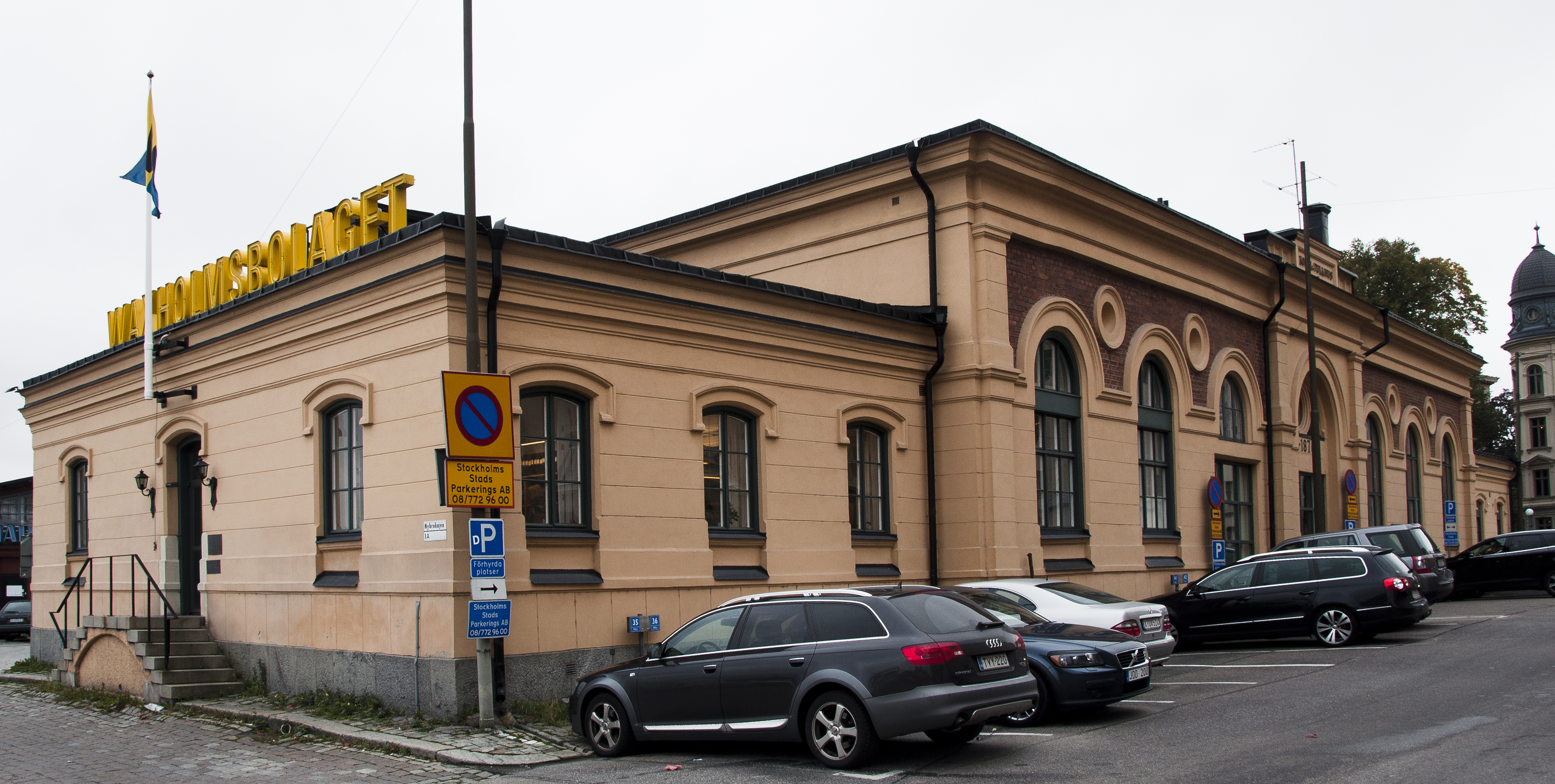
Tullhuset på Blasieholmen, Stockholm
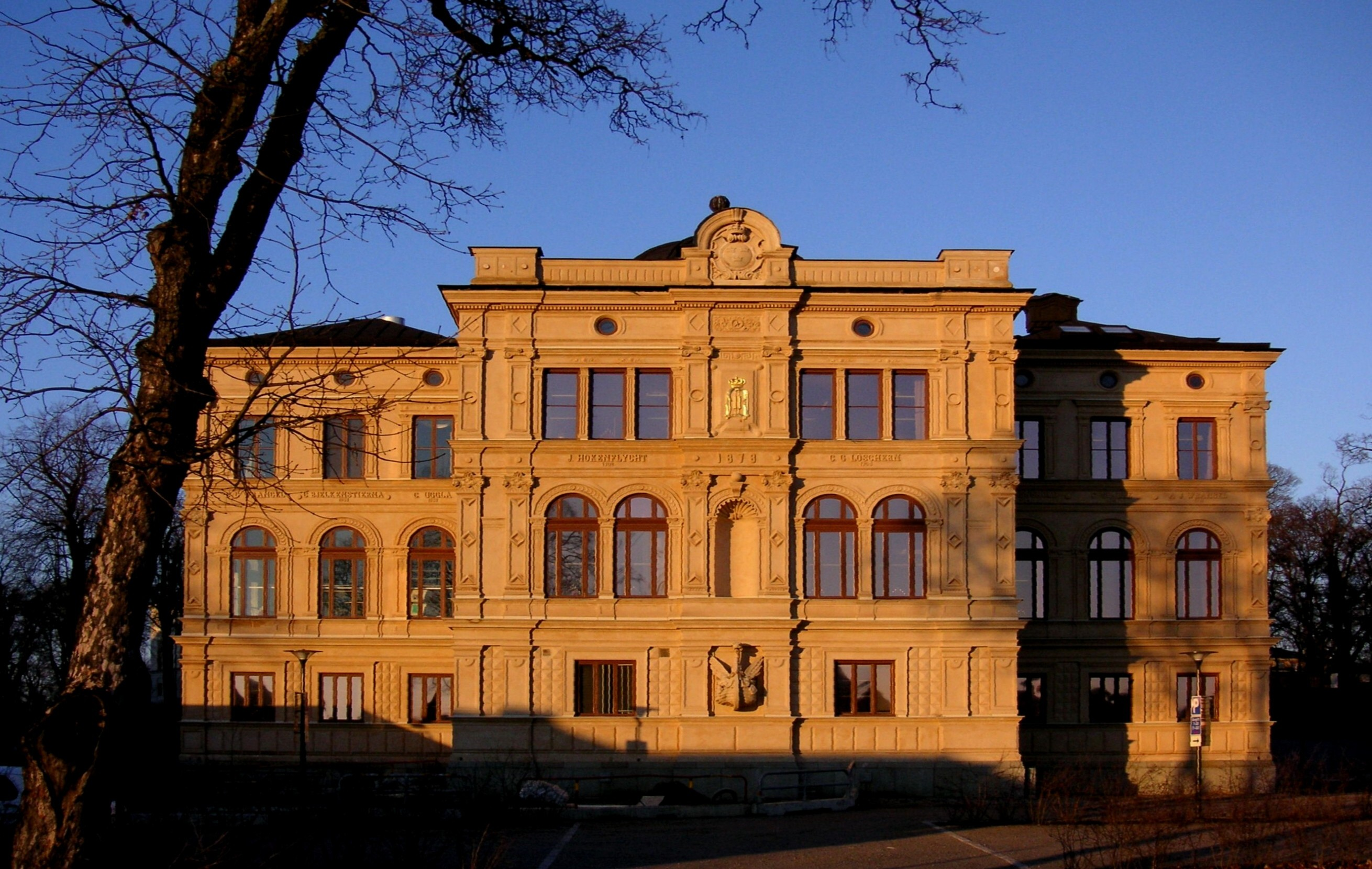
Gamla Sjökrigsskolan på Skeppsholmen, Stockholm
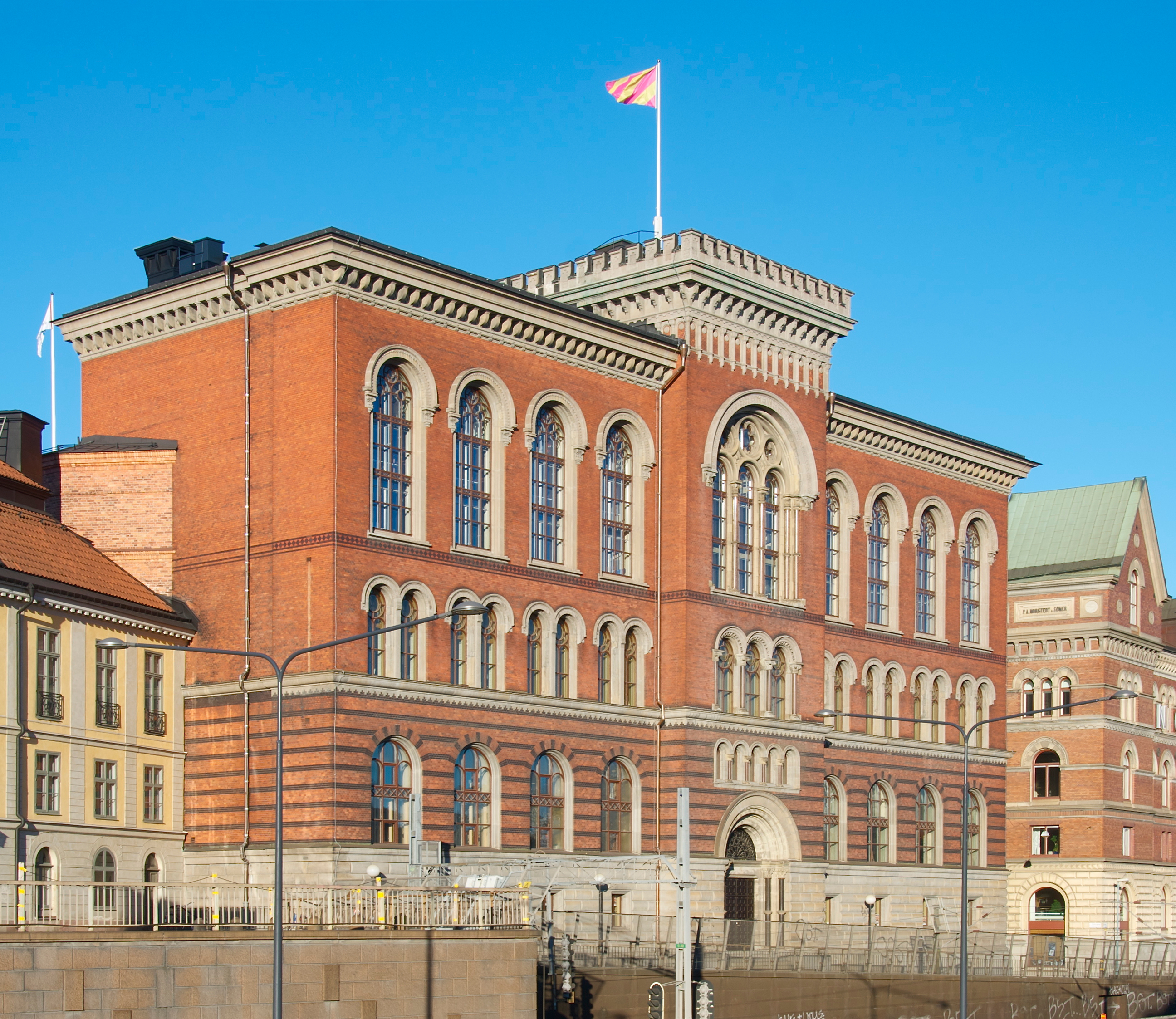
Gamla Riksarkivet, Stockholm
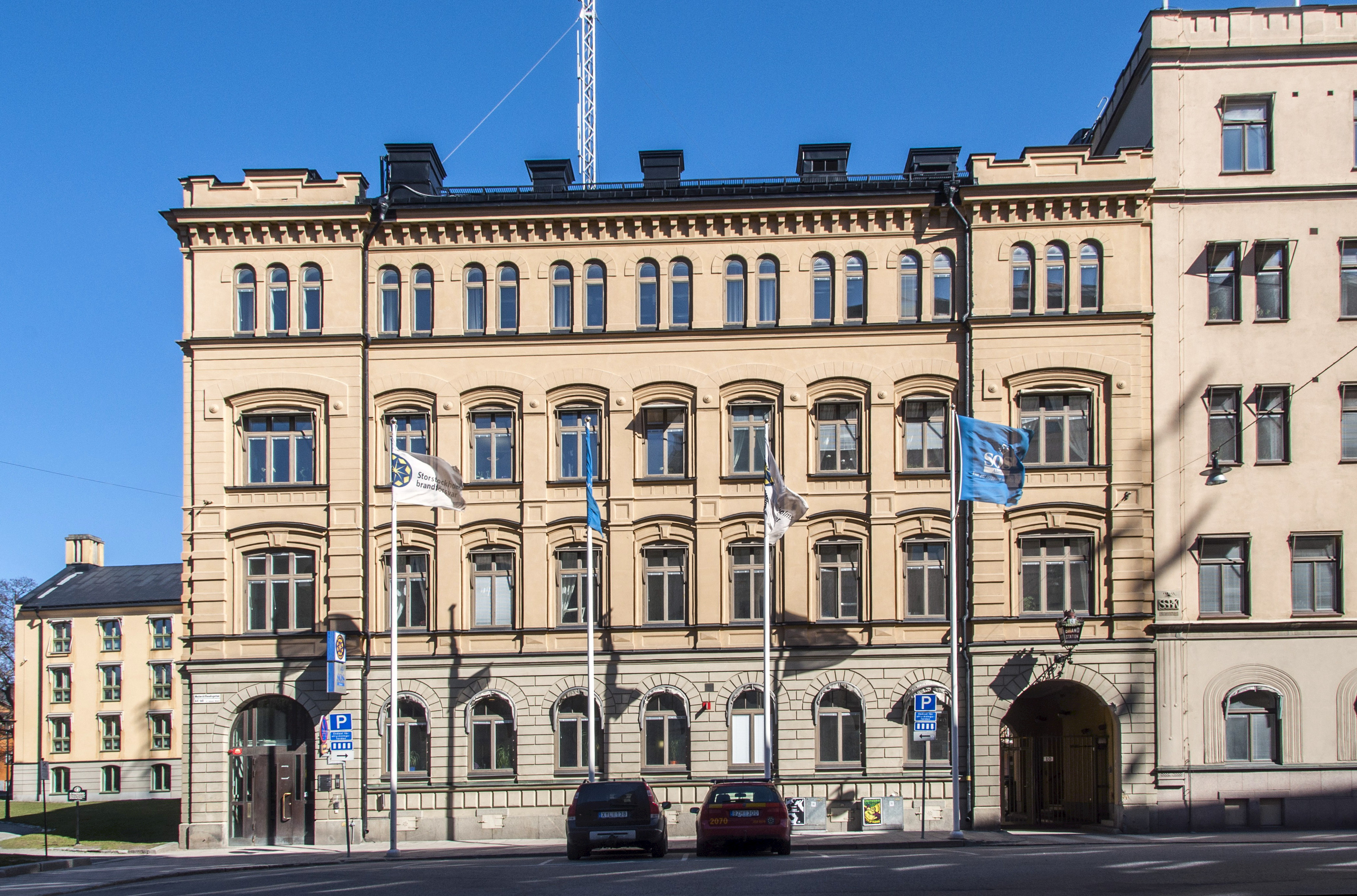
Johannes brandstation, Stockholm
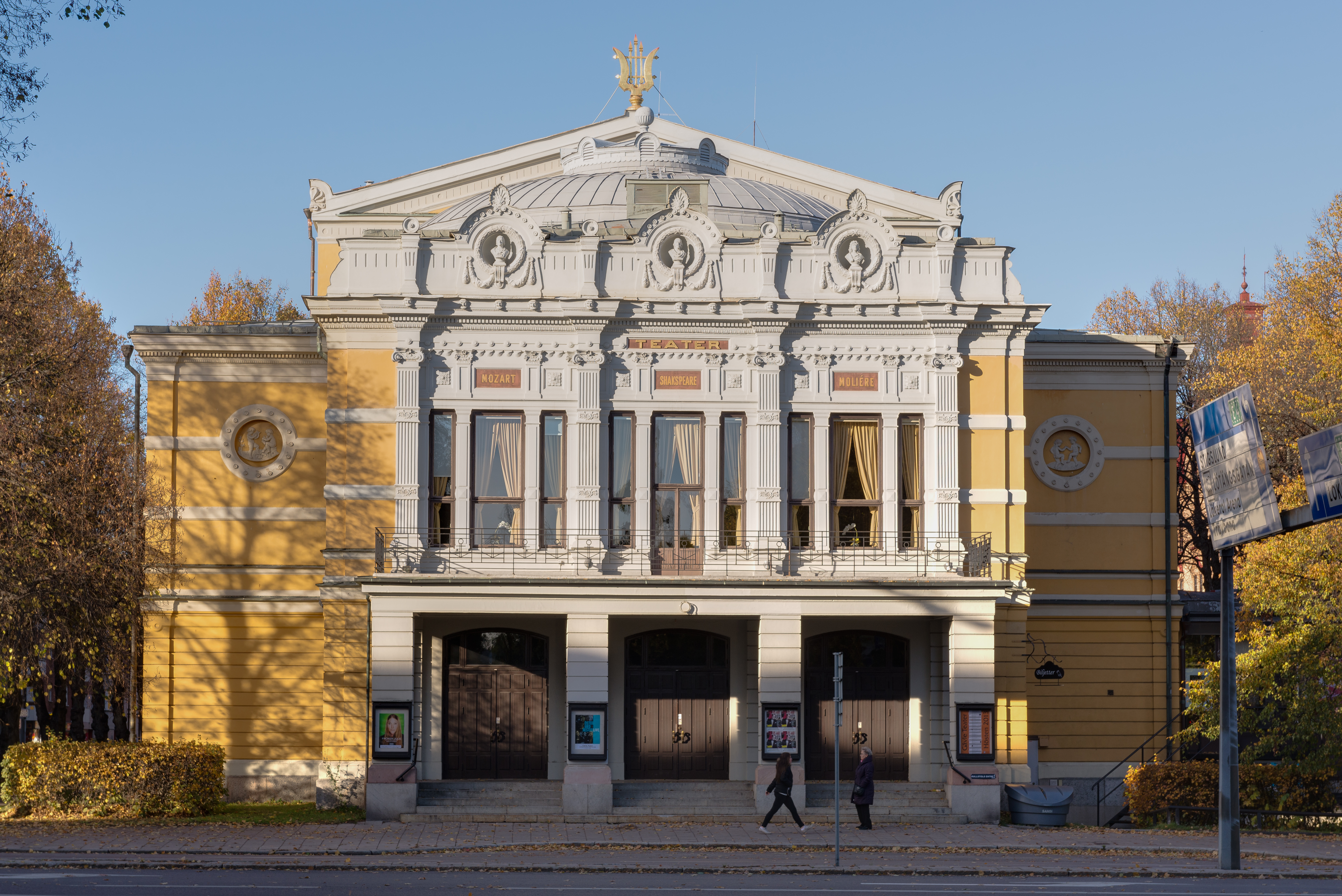
Gävle teater
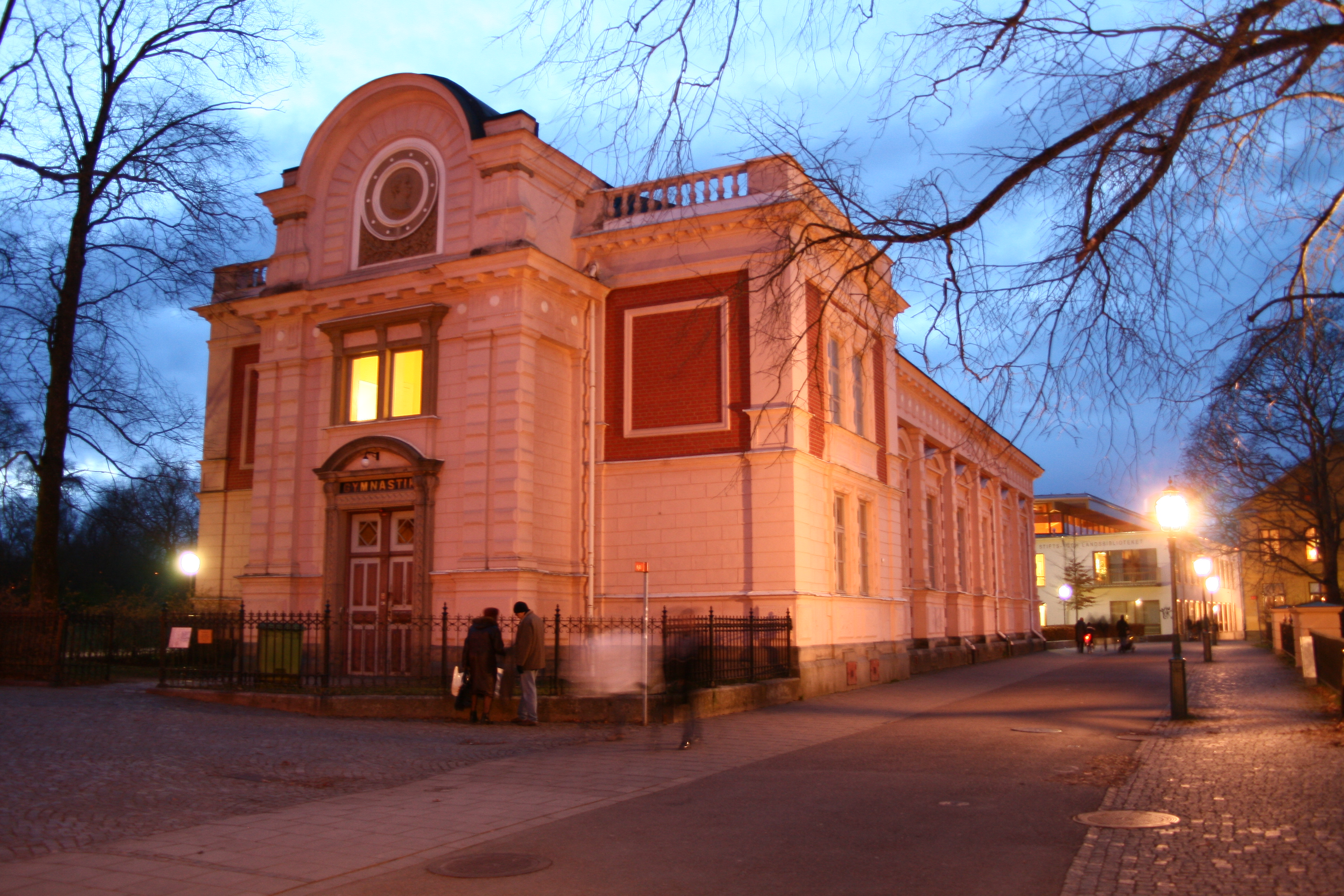
Gymnastikhuset i Linköping
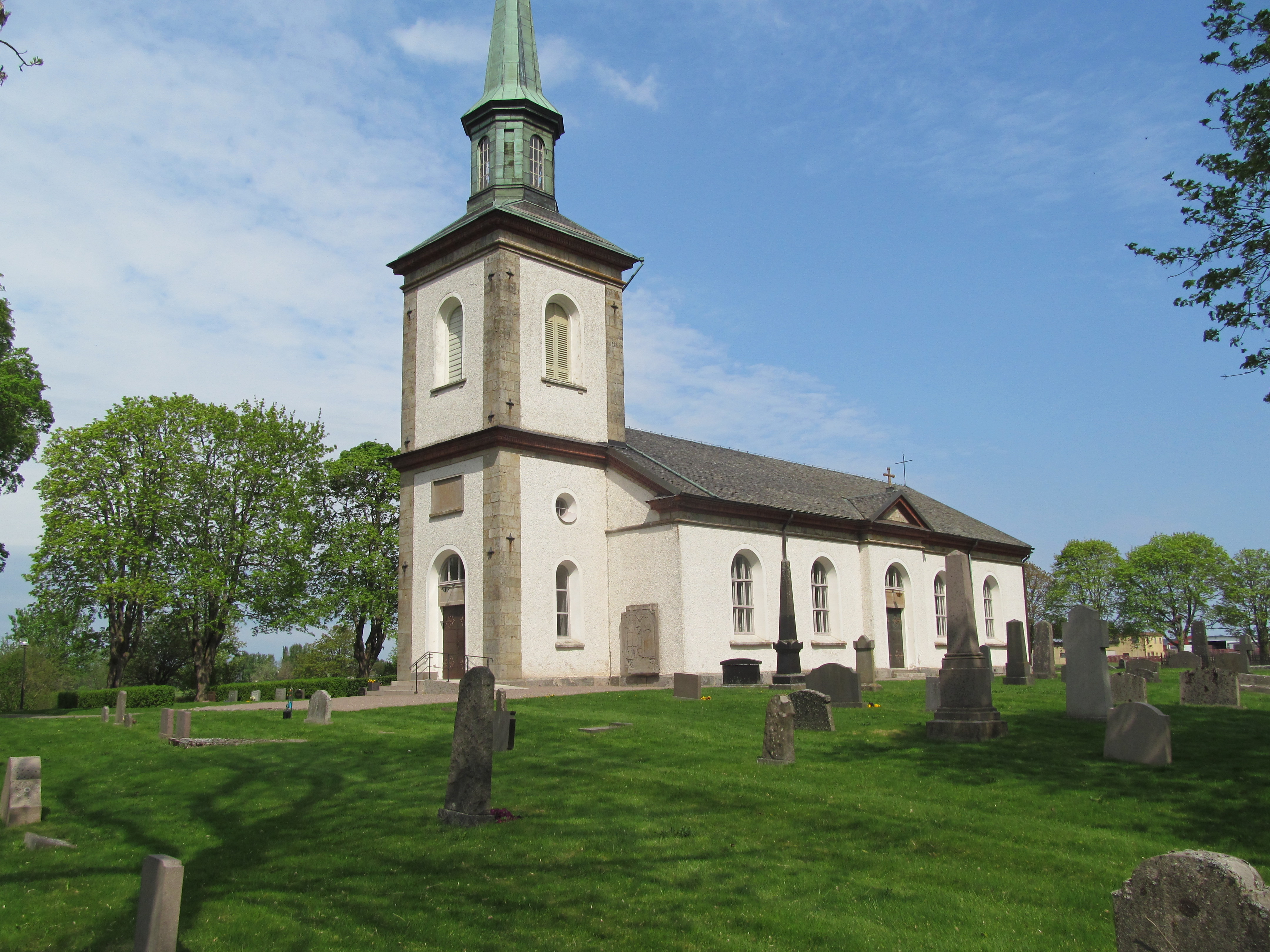
Tråvads kyrka
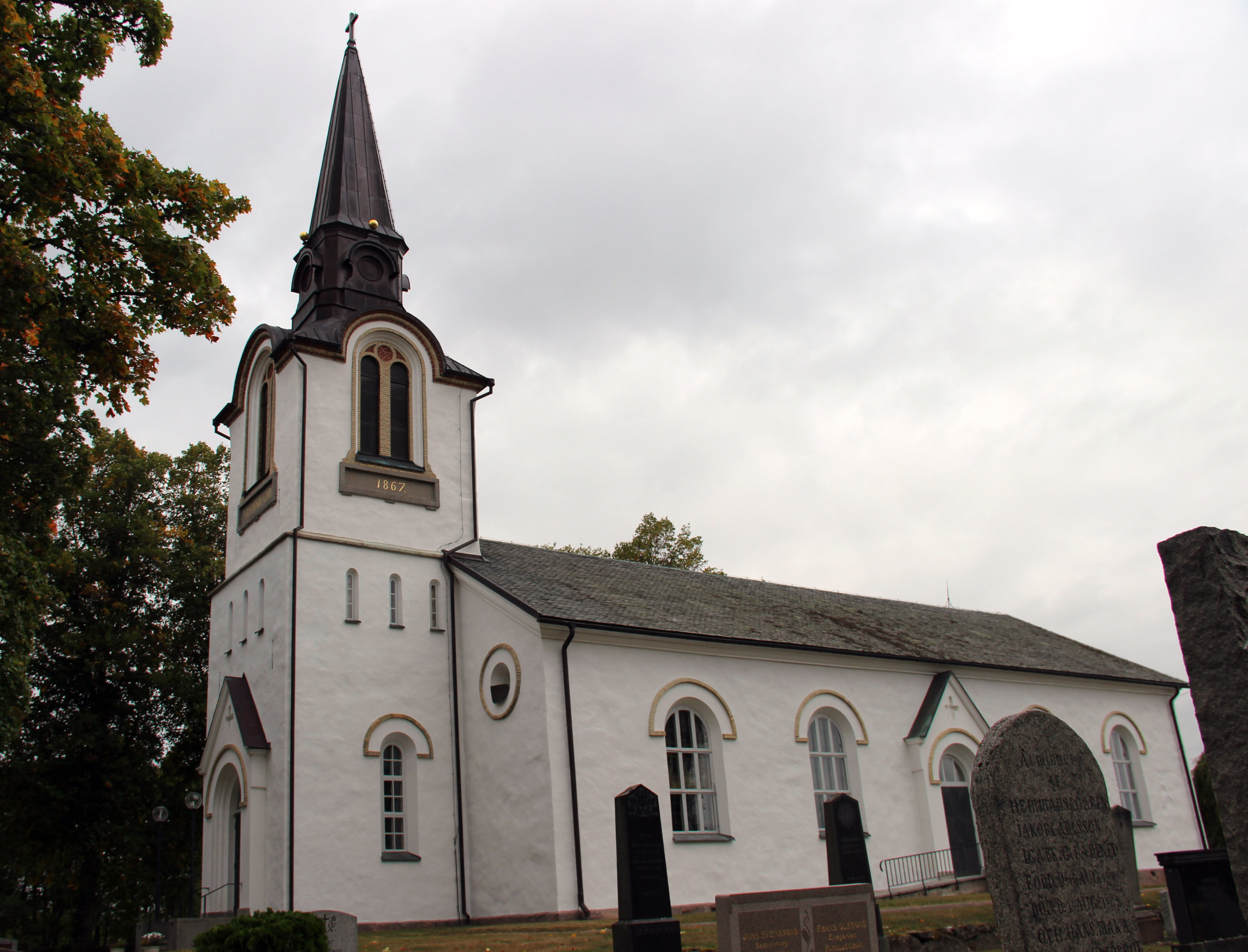
Kvänums kyrka